# (425442) Eberstadt
(425442) Eberstadt est un astéroïde de la ceinture principale.

## Description
(425442) Eberstadt est un astéroïde de la ceinture principale. Il fut découvert le 7 mars 2010 à Bergen-Enkheim par Uwe Suessenberger. Il présente une orbite caractérisée par un demi-grand axe de 3,02 UA, une excentricité de 0,23 et une inclinaison de 8,1° par rapport à l'écliptique.

## Compléments